# Швабенхайм-на-Зельце
Швабенхайм-на-Зельце (нем. Schwabenheim an der Selz) — община в Германии, в земле Рейнланд-Пфальц.
Входит в состав района Майнц-Бинген. Подчиняется управлению Гау-Альгесхайм. Население составляет 2594 человека (на 31 декабря 2010 года). Занимает площадь 9,49 км².